# Кальян (город)
Калья́н (англ. Kalyan) — город в индийском штате Махараштра (округ Тхане), расположен в 60 км к востоку от Мумбаи. Входит в муниципальное образование Кальян-Домбивли, являясь его административным центром. Расположен на берегу Аравийского моря, в эстуарии реки Улхас.

## История
Возникновение населённых пунктов на месте современного Кальяна было предопределено удобным местоположением для возникновением порта. Порт на месте современного Кальяна существовал уже во времена династии Гупта (320—550). В 1500 году порт был захвачен Биджапурским султанатом, позже перешёл под контроль могольского правителя Шах-Джахана, в середине XVII века укрепившего и усилившего город. Значение города значительно возросло в ходе эпохи Великих географических открытий, так как он являлся важным звеном в защите западного побережья и в частности Бомбея, который стал ключевым центром торговли с Европой. Позже город в результате противостояния Маратхской империи и Империи Великих Моголов вошёл в состав государства маратхов, которые сделали Кальян своим стратегическим центром.
После поражения маратхских правителей в англо-маратхских войнах Кальян перешёл под контроль англичан и стал частью Бомбейского президентства. После обретения Индией независимости город вошёл в состав штата Бомбей. В 1960 году, в результате раздела штата Бомбей, Кальян вошёл в состав маратхоязычного штата Махараштра.

## Физико-географическая характеристика
Средняя высота над уровнем моря — 7 метров. Расположен в 53 км от Мумбаи.
Климат города тропический. Согласно классификации климатов Кёппена Am. Средняя температура — 27,1 °C. Годовая норма осадков — 2818 мм. Средняя температура мая (самого жаркого месяца) — 30,5 °C. Средний температура января (самый холодный месяц) — 23,4 °C.
| Показатель                    | Янв. | Фев. | Март | Апр. | Май  | Июнь | Июль | Авг. | Сен. | Окт. | Нояб. | Дек. | Год  |
| ----------------------------- | ---- | ---- | ---- | ---- | ---- | ---- | ---- | ---- | ---- | ---- | ----- | ---- | ---- |
| Средний суточный максимум, °C | 29,3 | 30,3 | 32,4 | 34,0 | 34,6 | 32,9 | 30,2 | 30,1 | 30,4 | 32,6 | 32,4  | 30,8 |      |
| Средняя температура, °C       | 23,4 | 24,3 | 26,9 | 29,1 | 30,5 | 29,6 | 27,6 | 27,4 | 27,4 | 28,0 | 26,6  | 24,5 | 27,1 |
| Средний суточный минимум, °C  | 17,5 | 18,3 | 20,3 | 21,4 | 24,2 | 26,3 | 25,1 | 24,7 | 24,4 | 23,5 | 20,8  | 18,3 |      |
| Норма осадков, мм             | 0    | 1    | 0    | 0    | 13   | 513  | 1115 | 711  | 356  | 101  | 7     | 1    | 2818 |
| Источник:                     |      |      |      |      |      |      |      |      |      |      |       |      |      |

## Достопримечательности
- Матабаркхи Палас
- Кали-Масжид (Белая Мечеть)